# 1876 Napolitania
1876 Napolitania eller 1970 BA är en asteroid i huvudbältet som upptäcktes den 31 januari 1970 av den amerikanska astronomen Charles T. Kowal vid Palomar-observatoriet. Den har fått sitt namn efter den italienska staden Neapel.
Den tillhör asteroidgruppen Hungaria.